# Phare de Montedor
Le phare de Montedor est un phare situé sur le site de Montedor, près de la ville de Viana do Castelo, dans le district de Viana do Castelo (Région Nord du Portugal).
Il est géré par l'autorité maritime nationale du Portugal à Oeiras (Grand Lisbonne) .

## Histoire
Le phare de Montedor est l'un des phares les plus anciens du Portugal. Il fut l'un des six phares construits par le Marquis de Pombal à partir du 1er février 1758, d'après le décret du 12 décembre 1826 planifiant la construction des phares du Cap Saint-Vincent (phare du cap Saint-Vincent), de l'Archipel des Berlengas (Phare des Berlengas), le l'île Culatra (Phare de Culatra) et de Cabo Mondego (Phare du cap Mondego). Dans le rapport de l'inspection des phares de 1872 il est recommandé d'y installer une optique avec une lentille de Fresnel de 2e ordre, ainsi qu'en 1882 par la Commission des Phares. La construction du phare est mise en chantier le 9 juillet 1903 et ne sera achevée qu'en 1910. Il sera mis en service le 20 mars 1910.
Il est situé environ 7 km au nord de l'embouchure de la rivière Lima et 13 km au sud de l'embouchure de la rivière Minho dans le freguesia de Carreço (Viana do Castelo). Il est le phare le plus au nord du Portugal. Un objectif catadioptrique avec une lentille de Fresnel de 3e et une longueur focale de 500 mm y est mis en service sur un système rotatif, avec une alimentation au pétrole émettant trois éclats blancs.
Le 1er janvier 1919, un système sonore est installé. En 1926, son optique est modifié pour n'émettre que deux éclats blancs afin de se différencier de phare de Leça. En 1936, il reçoit une lampe à incandescence alimentée à la vapeur de pétrole. En 1939, un bâtiment est construit pour recevoir un radiophare qui sera mis en service en 1942. Cette balise radio a été désactivée en 2001 après avoir perdu toute utilité pour la navigation moderne.
Le phare a été électrifié en 1947 et a reçu une lampe de 3.000 W. En 1952, le signal sonore initial est remplacé est une sirène électrique. En 1983, la puissance de la lampe est réduite à 1.000 w. Enfin et le phare est entièrement automatisé le 4 décembre 1987.
Identifiant : ARLHS : POR037 ; PT-021 - Amirauté : D2008 - NGA : 3096.

### Lien connexe
- Liste des phares du Portugal